# Chimbu
Chimbu, também conhecido como Simbu, é uma província localizada na Região das Terras Altas na Papua-Nova Guiné. A província tem uma área de 6.100 km² e uma população de 259.703 (censo 2000). A capital da província é Kundiawa. Monte Wilhelm, a montanha mais alta em Papua-Nova Guiné, está na fronteira do Chimbu. Chimbu é uma das 20 províncias da Papua-Nova Guiné.
| Distrito                                                         | Distrito Capital | Nome LLG            |
| ---------------------------------------------------------------- | ---------------- | ------------------- |
| Chuave (distrito)                                                | Chuave           | Chuave Rural        |
| Chuave (distrito)                                                | Chuave           | Elimbari Rural      |
| Chuave (distrito)                                                | Chuave           | Siane Rural         |
| Gumine (distrito)                                                | Gumine           | Bomai-Kumai Rural   |
| Gumine (distrito)                                                | Gumine           | Gumine Rural        |
| Gumine (distrito)                                                | Gumine           | Mount Digine Rural  |
| Karimui-Nomane (distrito)                                        | Karimui          | Karimui Rural       |
| Karimui-Nomane (distrito)                                        | Karimui          | Nomane Rural        |
| Karimui-Nomane (distrito)                                        | Karimui          | Salt Rural          |
| Kerowagi (distrito)                                              | Kerowagi         | Gena-Waugla Rural   |
| Kerowagi (distrito)                                              | Kerowagi         | Kerowagi Rural      |
| Kerowagi (distrito)                                              | Kerowagi         | Kup Rural           |
| Kundiawa-Gembogl (distrito)                                      | Kundiawa         | Kundiawa Urban      |
| Kundiawa-Gembogl (distrito)                                      | Kundiawa         | Mount Wilhelm Rural |
| Kundiawa-Gembogl (distrito)                                      | Kundiawa         | Niglkande Rural     |
| Kundiawa-Gembogl (distrito)                                      | Kundiawa         | Waiye Rural         |
| Sina Sina-Yonggomugl (distrito) (Sinasina-Yonggomugl (distrito)) | Yonggomugl       | Sinasina Rural      |
| Sina Sina-Yonggomugl (distrito) (Sinasina-Yonggomugl (distrito)) | Yonggomugl       | Suwai Rural         |
| Sina Sina-Yonggomugl (distrito) (Sinasina-Yonggomugl (distrito)) | Yonggomugl       | Yonggomugl Rural    |